# Pherotesia parallelaria
Pherotesia parallelaria är en fjärilsart som beskrevs av Paul Dognin 1916. Pherotesia parallelaria ingår i släktet Pherotesia och familjen mätare. Inga underarter finns listade i Catalogue of Life.